# Голосовой модем
Голосовой модем — термин, обычно использующийся для описания аналогового телефонного модема с встроенной возможностью передачи и приема голосовых записей по телефонной линии. Современные модемы способны одновременно передавать голос и данные, отчего эту группу назвали SVD (англ. Simultaneous Voice and Data — Одновременная передача голоса и данных).
Также голосовой модем позволяет определять номер звонящего абонента, использовать автоответчик, системы автоматической рассылки речевых сообщений и т.п.

## Технологии голосовой передачи данных

### ASVD
Аналоговый способ передачи данных, при котором звуковая информация внедряется в поток данных в аналоговом виде на этапе модуляции. Скорость потока данных в канале при этом падает. ASVD не позволяет предавать по голосовому каналу звук из компьютера без его преобразования в аналоговую форму.

### DSVD
Цифровой способ, при котором звук прозрачно внедряется в цифровой поток. При этом звук может как оцифровываться с микрофона на входе и подаваться на наушники с выхода, так и напрямую передаваться с компьютера или на компьютер.